# Antonio Cornazzano
Antonio Cornazzano (Piacenza, 1430 circa – Ferrara, tra il 1483 e il 1484) è stato uno scrittore e poeta italiano.
È ricordato principalmente per le biografie di cui è autore.

## Biografia
Nato intorno al 1430 a Piacenza, studiò diritto presso l'Università di Siena.

### Alla Corte di Francesco Sforza

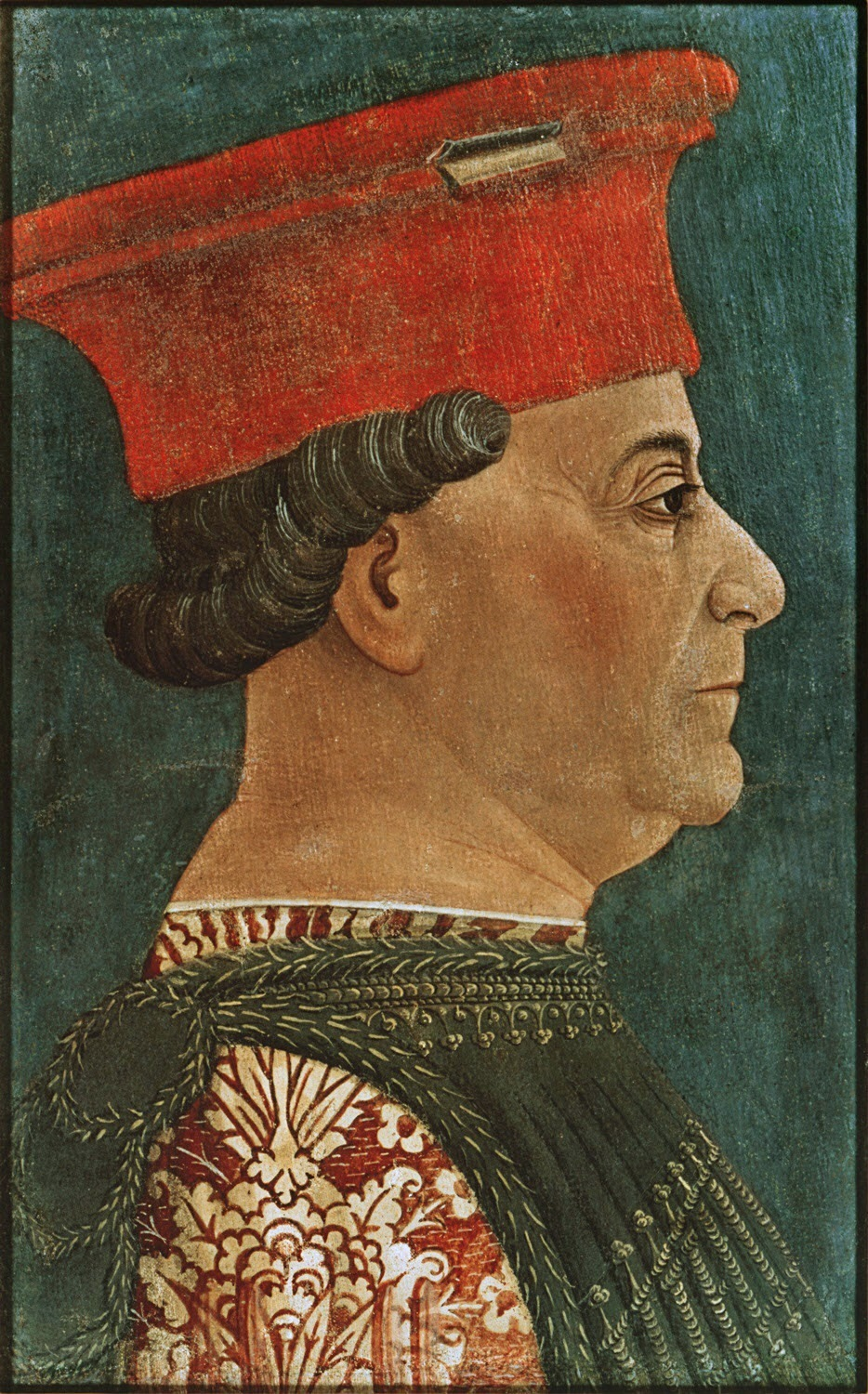
Francesco Sforza

Dopo il 1454 fu a Milano dove compose la Sforziade o Sforzeide, poema epico che celebra le gesta di Francesco Sforza, e, sempre presso lo Sforza, prese lezioni di danza dal maestro Domenico da Piacenza e compose il Libro dell'arte del dançare per Ippolita Maria Sforza, figlia di Francesco, oltre a una raccolta di Sonetti e canzone e una Vita della gloriosissima Vergine Maria.
Francesco Sforza si servì di lui come ambasciatore inviandolo in Francia per congratularsi con Luigi XI della sua ascesa al trono.
Particolarmente attento alla tempistica, quasi premonitrice, indirizza ai Medici di Firenze il De florentinae urbis laudibus, in volgare, e subito dopo, dedica a Borso d'Este il De excellentium virorum principus, parte in volgare e parte in lingua latina; in quest'ultima opera fa risalire la genealogia degli Estensi a Carlo Magno.

### A Venezia
Alla morte di Francesco Sforza nel 1466 si rifugiò, esule, a Malpaga presso Bartolomeo Colleoni di cui scrisse una biografia in latino, poi fu a Venezia dove completò il De fide et vita Christi, cogliendo l'occasione per inserirvi un panegirico alla Serenissima.

### A Malpaga e a Ferrara

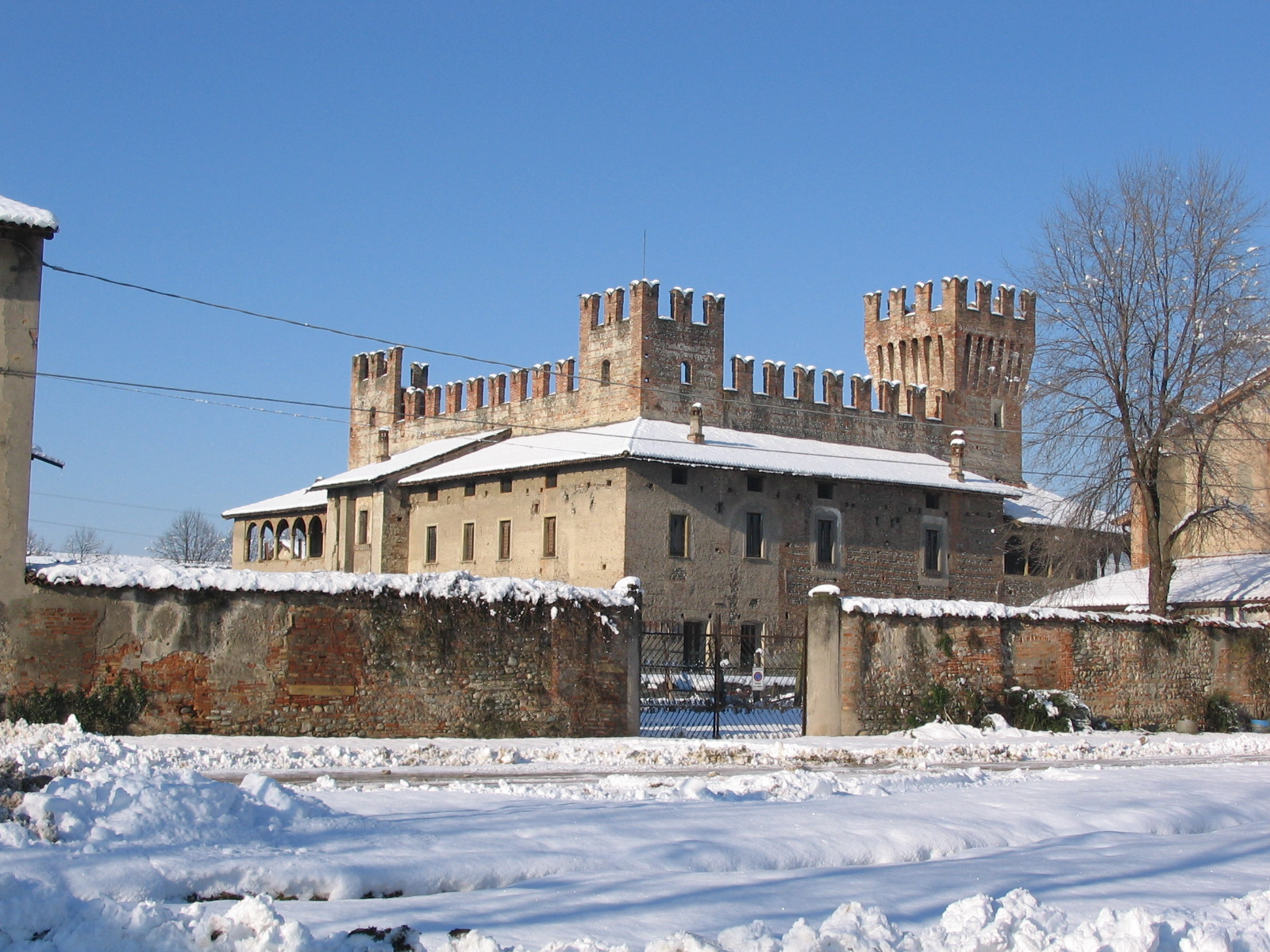
Castello di Malpaga

Dal 1468/69 al 1475 soggiornò presso la corte che Bartolomeo Colleoni teneva nel castello di Malpaga, compilando la citata biografia del condottiero. In seguito, subito dopo la morte del Colleoni, suo mecenate e committente, si trasferì al servizio di Ercole d'Este a Ferrara nel 1475.
Nella tranquillità ferrarese e nella serenità di un matrimonio appena concluso, scrisse il De Herculei filli ortu et de urbis Ferrariae periculo ac liberatione oltre al De re militari, l'opera più conosciuta e considerata. Qui morì nel 1483 o 1484.

## De Vita Bartholomeo Colei

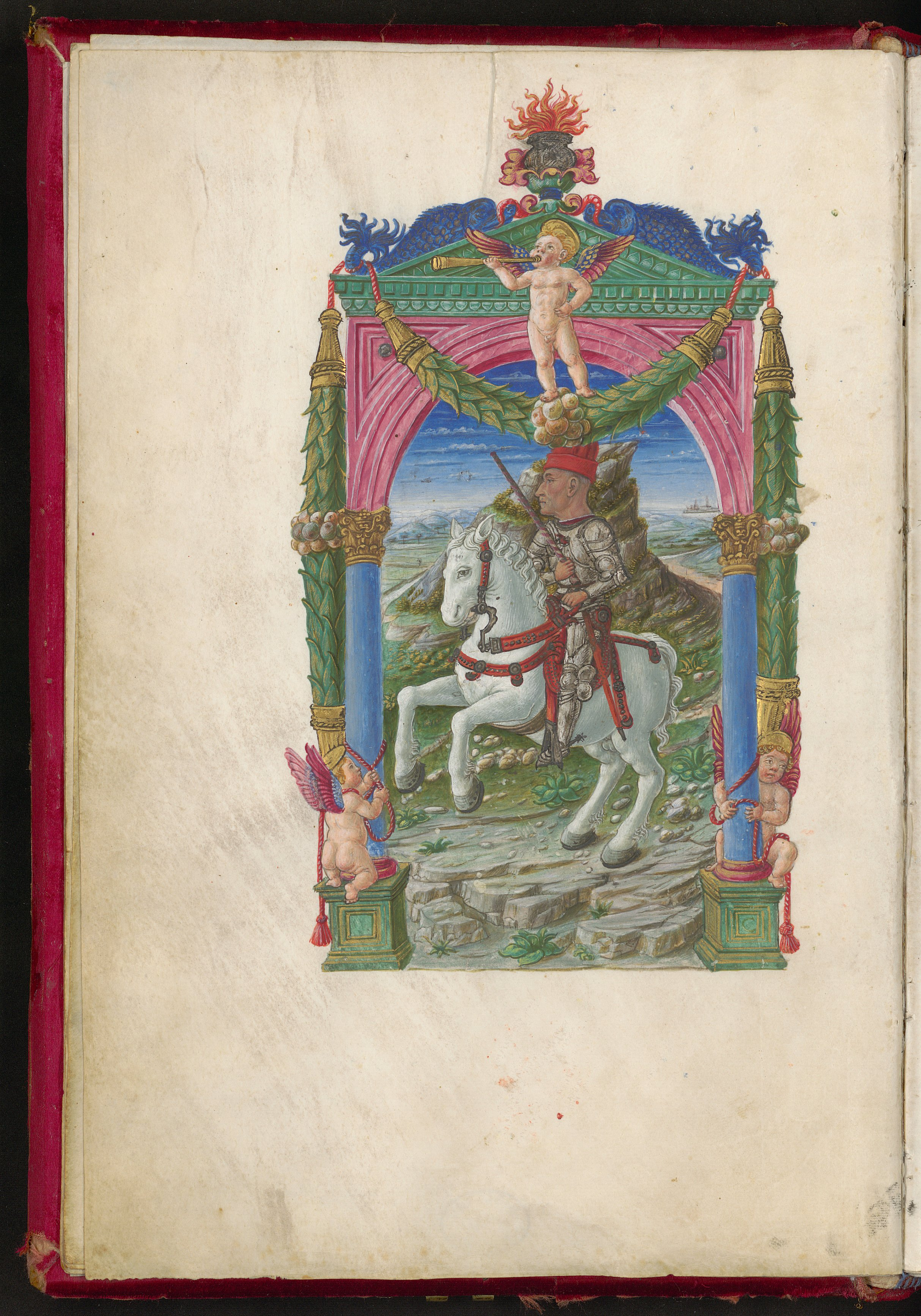

Cornazzano fu, per usare una terminologia recente, il biografo ufficiale ed autorizzato di Bartolomeo Colleoni, per il quale scrisse il Commentarium liber de vita et gestis invictissimi bello principis Bartholomeo Colei, per Antonium Cornazzanum ad clarissimam Bergomensem Republicam.
Quest'opera è importante non tanto per il suo contenuto storico o letterario, ben lungi dalle altezze del De viris illustribus del Petrarca, ma per la testimonianza che dà della vita del condottiero Bartolomeo Colleoni presso cui, nel castello di Malpaga, fu ospite dal 1468/1469 al 1475.

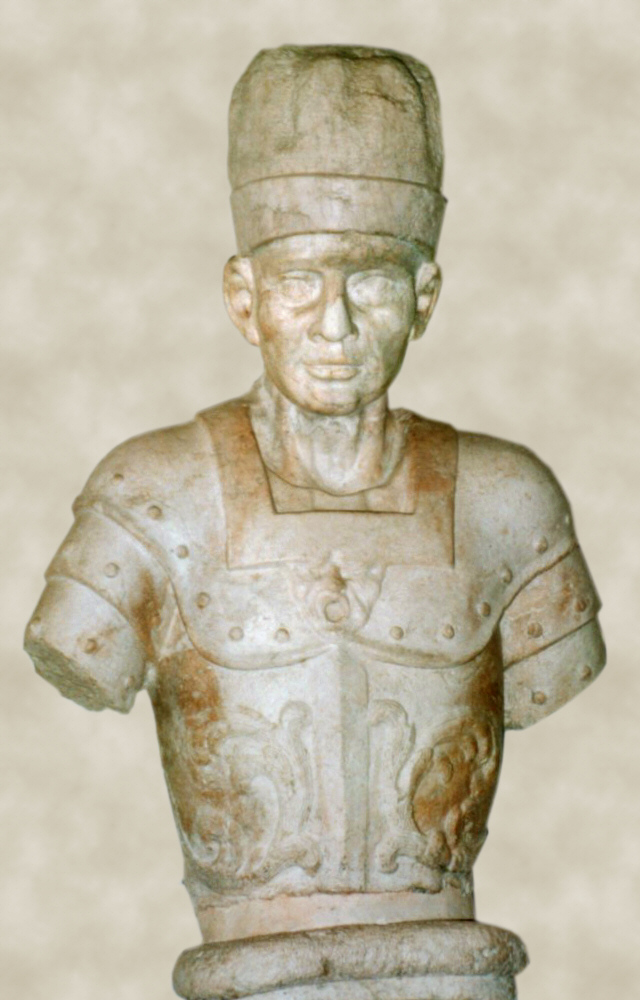
Busto presunto di Bartolomeo Colleoni

Si tratta di un'opera encomiastica voluta ed ispirata dal Colleoni stesso che volle tramandare di sé un ritratto glorioso, testimonianza della potenza raggiunta, soggiacendo così a quel vezzo molto comune nelle corti rinascimentali di lasciare di sé un monumento letterario, equestre o architettonico per immortalare la propria persona e lo proprie gesta. Ciò non solo a gloria propria, ma anche dei discendenti e del proprio casato.
In quest'opera, che è un'ottima traccia per ricostruirne la vita, si sentono le parole, le ansie, le ambizioni e le delusioni del condottiero, tradotte sulla carta dalla penna del Cornazzano.
A volte si impone qualche distrazione per l'esigenza di dare il quadro migliore e più nobilitante del committente come pure l'esaltazione di qualche avvenimento per evidenziarne la virtù.
Rimane tuttavia, seppure con l'attenzione del caso e con la necessità del raffronto storico, un'opera fondamentale per la descrizione della vita del Colleoni oltre che della società dell'epoca.
Il Cornazzano è un classico esempio di scrittore di Corte; non raggiunge grandi vette letterarie, tanto da non lasciare un'importante traccia nella letteratura dell'epoca, ma è un buon artigiano della penna, sempre alla ricerca di una sistemazione esistenziale, che gli fa percorrere molte Corti del periodo.

### Edizioni
- Antonio Cornazzano, Vita della Vergine Maria, Venezia, Nicolas Jenson, 1471.
- Antonio Cornazzano, Vita di Cristo, Venezia, Tipografo del Cornazzano, 1472.
- Antonio Cornazzano, Dell'arte militare, Venezia, Cristoforo Pensi, 1493.